# سیارک ۱۲۹۵۶۱
سیارک ۱۲۹۵۶۱ (به انگلیسی: 129561 Chuhachi، نامگذاری:1997CS21) صد و بیست و نه هزار و پانصد و شصت و یکمین سیارک کشف شده‌است که در ۹ فوریه ۱۹۹۷ کشف شد.